# 1146 dans les croisades

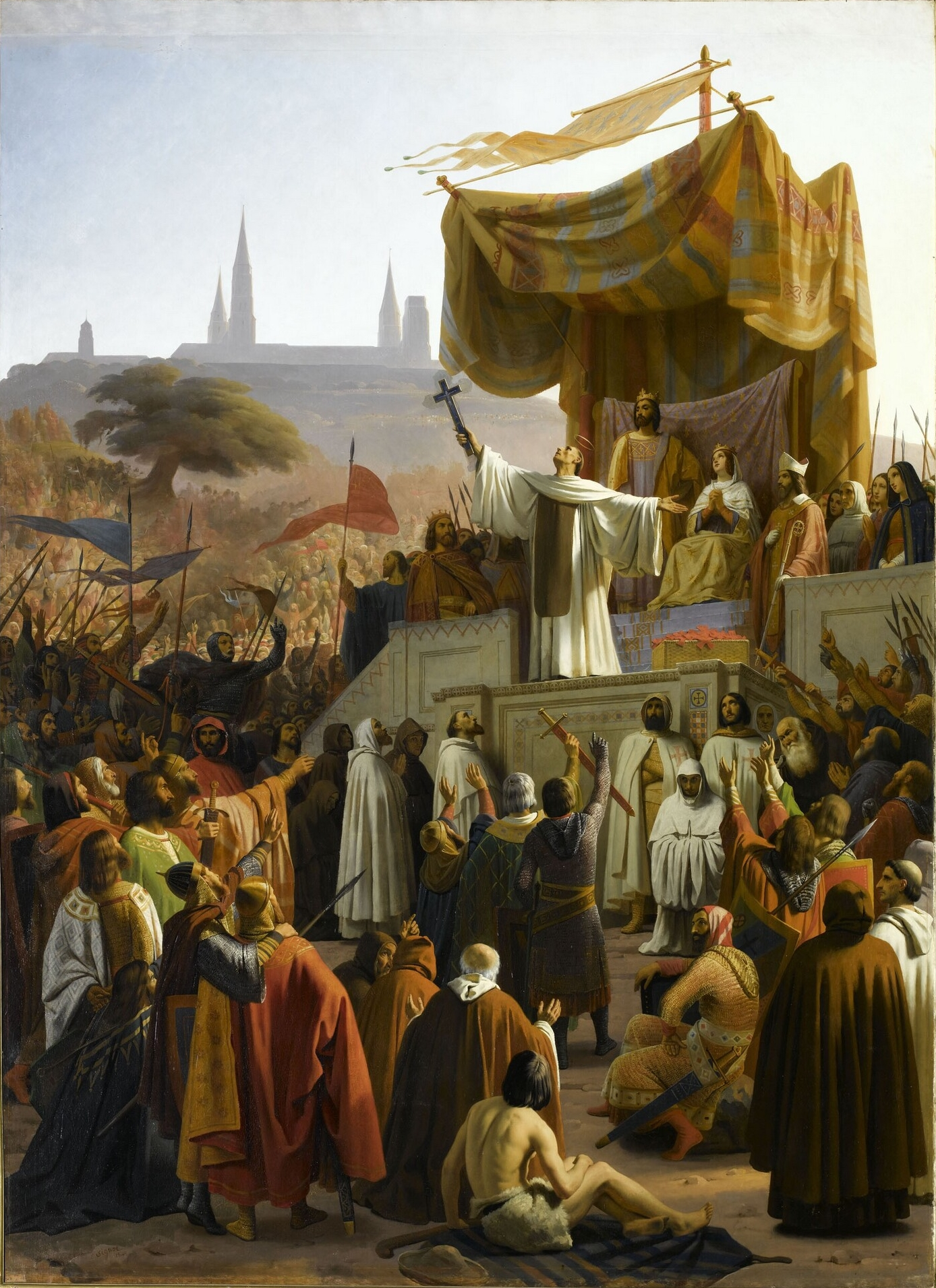
Saint-Bernard prêchant la 2e croisade à Vézelay

Cette page regroupe les évènements concernant les Croisades qui sont survenus en 1146 : 
- 29 mars : Louis VII de France et Aliénor d'Aquitaine se croisent[1].
- 31 mars : à Vézelay, Saint Bernard de Clairvaux prêche la seconde croisade[2].
- 14 septembre : assassinat de l'émir Zengi[3].
- 27 octobre : Avec la complicité de la population arménienne, Josselin II de Courtenay reprend Édesse[3].
- 3 novembre : Nur ad-Din reprend définitivement Édesse[3].
- 27 décembre : Prédication de la deuxième croisade à Spire par Saint Bernard, devant l'empereur Conrad III[2].
- décembre : Conrad III, empereur germanique, se croise[3].